# Беднарик, Даниэл
Даниэл Беднарик (словац. Daniel Bednárik; 10 марта 1994, Пьештяни, Словакия) — словацкий футболист, защитник.

## Карьера

### Клубная карьера
Даниэл начал заниматься футболом в клубе из его родного города, «Пьештяни», в 2009 году он присоединился к молодёжной команде «Тренчина».
За основной состав «Тренчина» Беднарик дебютировал 2 марта 2013 года во встрече с «Спартаком» из Миявы. В своём четвёртом матче в чемпионате Словакии Даниэл отметился забитым мячом. 20 апреля 2013 года на 72 минуте игры с «Жилиной» защитник был удалён с поля. Оставшись в меньшинстве, «Тренчин» пропустил и проиграл со счётом 1:2.
25 июля 2013 года Беднарик дебютировал в еврокубках, выйдя на замену во встрече квалификационного раунда Лиги Европы 2013/14 против шведского «Гётеборга». В сезоне 2013/14 защитник провёл только один матч чемпионата, отметившись выходом на замену во игре с «Дуклы» из Банска-Бистрицы.
В сезоне 2014/15, ставшем успешным для «Тренчина», выигравшего чемпионат и кубок Словакии, Беднарик не принимал участия ни в одном матче.

### Карьера в сборной
В 2013 году Даниэл провёл 2 игры за юношескую сборную Словакии (до 19 лет) в элитном раунде отбора к Чемпионату Европы.